# Ann-Marie Wikner
Ann-Marie Wikner (Västerås, 25 gennaio 1954 – 24 novembre 2022) è stata una cestista svedese.

## Carriera
Con la Svezia ha disputato tre edizioni dei Campionati europei (1978, 1981, 1983).